# 森特拉爾 (巴伊亞州)
11°08′09″S 42°06′46″W / 11.13583°S 42.11278°W
森特拉爾（葡萄牙語：Central）是巴西的城鎮，位於該國東北部，由巴伊亞州負責管轄，始建於1958年，面積607平方公里，海拔高度698米，2010年人口18,061，人口密度每平方公里29.75人。